# Czumikan
Czumikan (ros. Чумикан) – wieś (ros. село, trb. sieło) we wschodniej Rosji, w Kraju Chabarowskim, położona nad ujściem rzeki Uda do Morza Ochockiego. W 2010 roku wieś liczyła 1298 mieszkańców.